# Horos

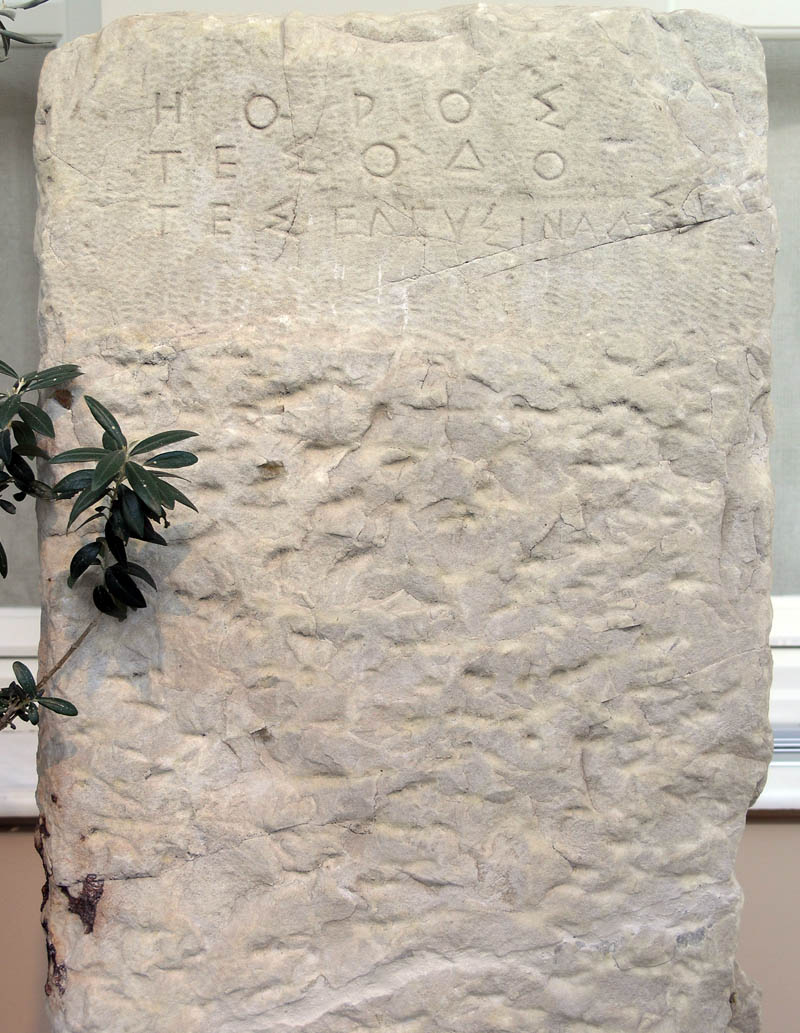
Voorbeeld van een horos.

Een horos of horoi (Oudgrieks ὅροι) waren stenen tabletten of pilaren geplaatst bij verpande huizen en gronden te Athene, waarop de schuld en de crediteur zijn naam waren ingegraveerd, en tevens de naam van de archon eponymos in wiens jaar de hypotheek was afgesloten (Harpocrat., s.v. Ὅρος en Ἄστικτον; Pollux, III 85, IX 9.). De volgende inscriptie afkomstig van een horos, gevonden te Acharnae, is afkomstig uit Böckh (Corp. Inscrip. I p. 484.): — Ἐπὶ Θεοφράστου ἄρχοντος, ὅρος χωρίου τιμῆς ἐνοφειλομένης Φανοστράτῳ Παιαν (ιεῖ) xx, dat is, δισχιλίων δραχμῶν. Het lijkt erop dat het landgoed gekocht werd door Phanostratus, maar dat het aankoopgeld, in plaats van betaald te worden, werd toegestaan als hypotheek.
Wanneer het landgoed van een wees werd uitgeleend door de archon en zijn voogd (epitropus), was de persoon aan wie het werd verhuurd verplicht een voldoende stuk grond of ander vastgoed te hypothekeren, hetwelk ἀποτίμημα werd genoemd; en hierop werd een horos geplaatst, waarop een inscriptie was aangebracht van die strekking, als in het volgende voorbeeld, dat afkomstig is van een horos gevonden op de vlakte van Marathon (Böckh, p. 485.): — Ὅρος χωρίου καὶ οἰκίας, ἀποτίμημα παιδὶ ὀρφανῷ Διογείτονος προβα(λισίου). (Cf. Isaeus, Philoct. hered. p. 141.) Horoi werden ook geplaatst bij huizen en gronden wegens het geld dat men nog verschuldigd was aan een echtgenoot als bruidsschat voor zijn vrouw (Dem., c. Spud. p. 1029. 21.), en eveneens op het eigendom dat een echtgenoot verplicht was te geven als onderpand voor de bruidsschat die hij ontving samen met zijn bruid (Dem., c. Onetor. II p. 877.).
Het gebruik om horoi te plaatsen op eigendom was van zeer oude datum in Athene: het bestond al voor de tijd van Solon, die alle stenen verwijderde die op landgoederen stonden, wanneer hij de debiteurs bevrijdde of verloste van hun schuld (Plut., Sol. 15.).
Horoi werden daarnaast ook nog gebruikt om de grenzen van een temenos met aan te geven.

## Referentie
- W. Smith, art. hori, W. Smith (ed.), Dictionary of Greek and Roman Antiquities, Londen, 1870, p. 614.